# 瓦利亞拉

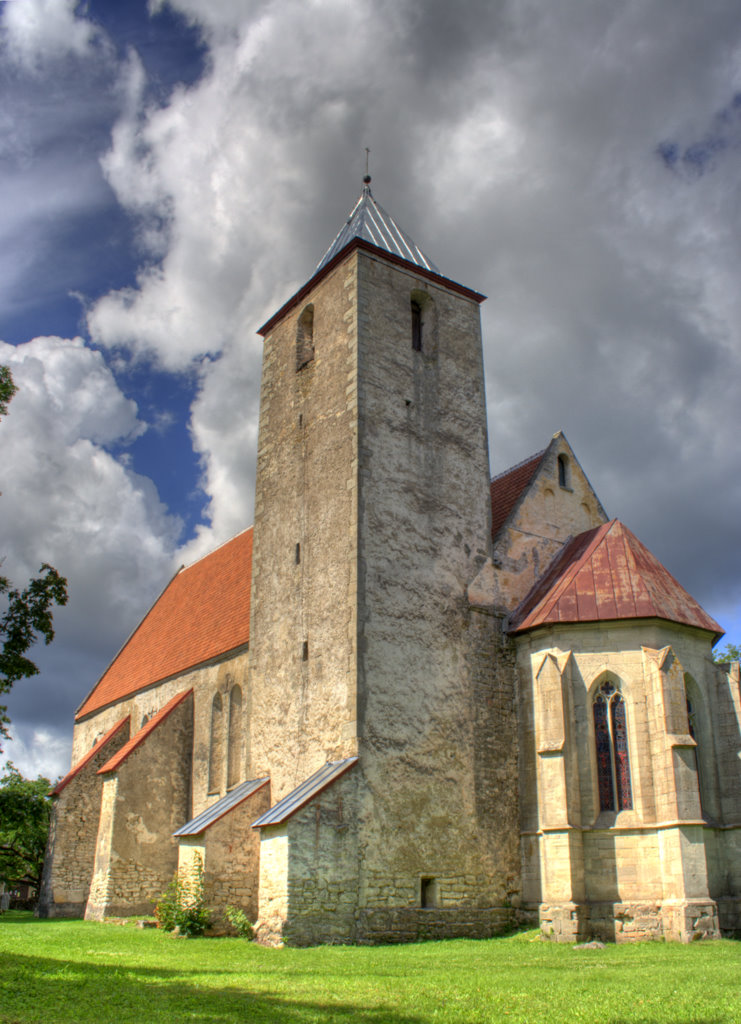
瓦利亚拉教堂

瓦利亞拉，是愛沙尼亞薩雷縣萨雷马市镇内的小鎮，位於該國西部，曾是原瓦利亞拉市镇的行政中心，處於首都塔林西南面160公里，海拔高度15米，2012年該小鎮人口503。
58°24′29″N 22°47′18″E / 58.40806°N 22.78833°E